# ネレ・ノイハウス
ネレ・ノイハウス（Nele Neuhaus、1967年6月20日 - ）は、ドイツの小説家、推理作家。女性。ノルトライン＝ヴェストファーレン州ミュンスター生まれ。
2009年にドイツ全国で発売された刑事オリヴァー&ピア・シリーズでベストセラー作家となり、「ドイツミステリの女王」と呼ばれている。

## 略歴
1967年、ドイツ西部のミュンスターに生まれ、11歳で家族とともにタウヌス地方に引っ越す。高校卒業後、大学で法学とドイツ文学を学ぶ。在学中、馬術競技で知り合った男性と結婚し、大学を中退。以来、夫の営むソーセージ工場の手伝いをしていた。
2005年、長編ミステリ小説『鮫の群れのなかで』（未訳 Unter Haien）を自費出版。
2006年、刑事のオリヴァー・フォン・ボーデンシュタインとピア・キルヒホフがタウヌス地方を舞台に活躍する警察小説『悪女は自殺しない』（原題 Eine unbeliebte Frau）を自費出版すると、続編を求める声が次々と寄せられる。2007年のクリスマスには、地元の書店でハリー・ポッターシリーズを超える販売部数を記録。この書店をドイツの老舗ミステリ出版社の営業マンがたまたま訪れてこのことを耳にし、ネレ・ノイハウスの全国デビューが決まった。
2009年、すでに自費出版していた刑事オリヴァー&ピア・シリーズの最初の二作が全国で出版され、続いて同シリーズの新作『深い疵（きず）』が発売されると、三作ともベストセラーとなった。2012年の時点でシリーズのドイツ国内での発行部数は200万部を超えており、また20か国で翻訳出版され国外でも人気を博している。
2013年よりZDFで『白雪姫には死んでもらう』を皮切りに、『森の中に埋めた』までの八作がタウヌスミステリシリーズ（ドイツ語: Der Taunuskrimi）としてドラマ化されている。

## 日本語訳作品
- 深い疵（きず）（酒寄進一訳、2012年6月、創元推理文庫）、ISBN 978-4-488-27605-8 （Tiefe Wunden (2009)）
- 白雪姫には死んでもらう（酒寄進一訳、2013年5月、創元推理文庫）、ISBN 978-4-488-27606-5 (Schneewittchen muss sterben (2010))
- 悪女は自殺しない（酒寄進一訳、2015年6月、創元推理文庫）、ISBN 978-4-488-27607-2 (Eine unbeliebte Frau (2006))
- 死体は笑みを招く（酒寄進一訳、2016年10月、創元推理文庫）、ISBN 978-4-488-27608-9（Mordsfreunde (2007)）
- 穢（けが）れた風（酒寄進一訳、2017年10月、創元推理文庫）、ISBN 978-4-488-27609-6（Wer Wind sät (2011)）
- 悪しき狼（酒寄進一訳、2018年10月、創元推理文庫）、ISBN 978-4-488-27610-2（Böser Wolf (2012)）
- 生者と死者に告ぐ（酒寄進一訳、2019年10月、創元推理文庫）、ISBN  978-4-488-27611-9（Die Lebenden und die Toten (2014)）
- 森の中に埋めた（酒寄進一訳、2020年10月、創元推理文庫）、ISBN 978-4-488-27612-6（Im Wald (2016)）
- 母の日に死んだ（酒寄進一訳、2021年10月、創元推理文庫）、ISBN 978-4-488-27613-3
- 友情よここで終われ（酒寄進一訳、2024年2月、創元推理文庫）、ISBN 978-4-488-27614-0

## 主な作品

### 刑事オリヴァー&ピア・シリーズ
1. Eine unbeliebte Frau （自費出版2006年／全国出版2009年4月）（悪女は自殺しない）
2. Mordsfreunde （自費出版2007年／全国出版2009年4月）（死体は笑みを招く）
3. Tiefe Wunden （2009年9月）（深い疵）
4. Schneewittchen muss sterben （2010年）（白雪姫には死んでもらう）
5. Wer Wind sät （2011年）（風に種を蒔く者）
6. Böser Wolf （2012年）（赤頭巾ちゃんご用心）
7. Die Lebenden und die Toten （2014年）（生者と死者）
8. Im Wald （2016年）（森の中）
9. Muttertag （2018年）（母の日）

### シェリダン・グラント・シリーズ
1. Sommer der Wahrheit （2014年）（真実の夏）
2. Straße nach Nirgendwo （2015年）（どこへも続かぬ道）
3. Zeiten des Sturms （2020年）（嵐の季節）